# Jihomoravský krajský přebor 1977/1978
V soubojích 18. ročníku Jihomoravského krajského přeboru 1977/78 (jedna ze skupin 4. fotbalové ligy) se utkalo 16 týmů každý s každým dvoukolovým systémem podzim–jaro. Tento ročník začal v srpnu 1977 a skončil v červnu 1978.
Po sezoně 1976/77 byla zrušena druhá liga a proběhla reorganizace nižších soutěží. Z Divize D se stala jedna ze skupin 3. nejvyšší soutěže, z Jihomoravského krajského přeboru jedna ze skupin 4. nejvyšší soutěže.

## Nové týmy v sezoně 1977/78
- Z Divize D 1976/77 sestoupilo do Jihomoravského krajského přeboru mužstvo TJ Moravská Slavia Brno.
- Ze skupin I. A třídy Jihomoravského kraje 1976/77 postoupila mužstva TJ ŽĎAS Žďár nad Sázavou (vítěz skupiny A),[1] TJ Gottwaldov „B“ (vítěz skupiny B) a RH Holešov (vítěz skupiny C).

## Konečná tabulka
Zdroj: 
| Poř. | Tým                          | Z  | V  | R  | P  | VG | OG | B  |
| ---- | ---------------------------- | -- | -- | -- | -- | -- | -- | -- |
| 1.   | TJ Jiskra Staré Město        | 30 | 20 | 4  | 6  | 71 | 32 | 44 |
| 2.   | TJ Baník Dubňany             | 30 | 15 | 7  | 8  | 40 | 24 | 37 |
| 3.   | TJ OP Prostějov              | 30 | 14 | 5  | 11 | 39 | 39 | 33 |
| 4.   | TJ Spartak ČKD Blansko       | 30 | 12 | 9  | 9  | 37 | 37 | 33 |
| 5.   | TJ Baník Ratíškovice         | 30 | 14 | 4  | 12 | 53 | 42 | 32 |
| 6.   | TJ Jiskra Kyjov              | 30 | 13 | 5  | 12 | 52 | 38 | 31 |
| 7.   | TJ Spartak Jihlava           | 30 | 12 | 7  | 11 | 44 | 40 | 31 |
| 8.   | TJ Sokol Lanžhot             | 30 | 14 | 3  | 13 | 48 | 46 | 31 |
| 9.   | VTJ Kroměříž                 | 30 | 9  | 12 | 9  | 39 | 27 | 30 |
| 10.  | TJ Moravská Slavia Brno (S)  | 30 | 12 | 5  | 13 | 49 | 49 | 29 |
| 11.  | TJ Gottwaldov „B“ (N)        | 30 | 11 | 7  | 12 | 45 | 47 | 29 |
| 12.  | VTJ Hodonín                  | 30 | 10 | 9  | 11 | 35 | 41 | 29 |
| 13.  | RH Holešov (N)               | 30 | 11 | 6  | 13 | 58 | 63 | 28 |
| 14.  | TJ RH Znojmo                 | 30 | 9  | 7  | 14 | 40 | 52 | 25 |
| 15.  | TJ ŽĎAS Žďár nad Sázavou (N) | 30 | 9  | 3  | 18 | 33 | 63 | 21 |
| 16.  | TJ Dolní Němčí               | 30 | 5  | 7  | 19 | 27 | 70 | 17 |

Poznámky:
- Z = Odehrané zápasy; V = Vítězství; R = Remízy; P = Prohry; VG = Vstřelené góly; OG = Obdržené góly; B = Body; (S) = Mužstvo sestoupivší z vyšší soutěže; (N) = Mužstvo postoupivší z nižší soutěže (nováček)

|  | Postup do Divize D 1978/79                               |
|  | Sestup do skupin I. A třídy Jihomoravského kraje 1978/79 |